# Pavel Bogovski
Pavel Bogovski (10 de março de 1919 em Tartu - 8 de março de 2006) foi um oncologista e patologista da anatomia da Estónia.
Ele estudou na Universidade de Tartu de 1937 a 1941 mas depois, devido à Segunda Guerra Mundial, foi transferido para o Instituto Médico Almaty no Cazaquistão, onde se formou em 1943. Após a guerra, ele voltou a Tartu para estudar para um Ph.D, que obteve em 1949.
A partir de 1949, ele trabalhou no Instituto de Medicina Experimental e Clínica de Tallinn e foi o seu director de 1974 a 1991. A partir de 1977, ele foi o líder da comissão de terminologia médica da Estónia.
Em 1993, foi eleito membro da Academia de Ciências da Estónia. Em 1999, recebeu o prémio de ciências da República da Estónia (prémio de trabalho duma vida).